# 클라라벨 카우

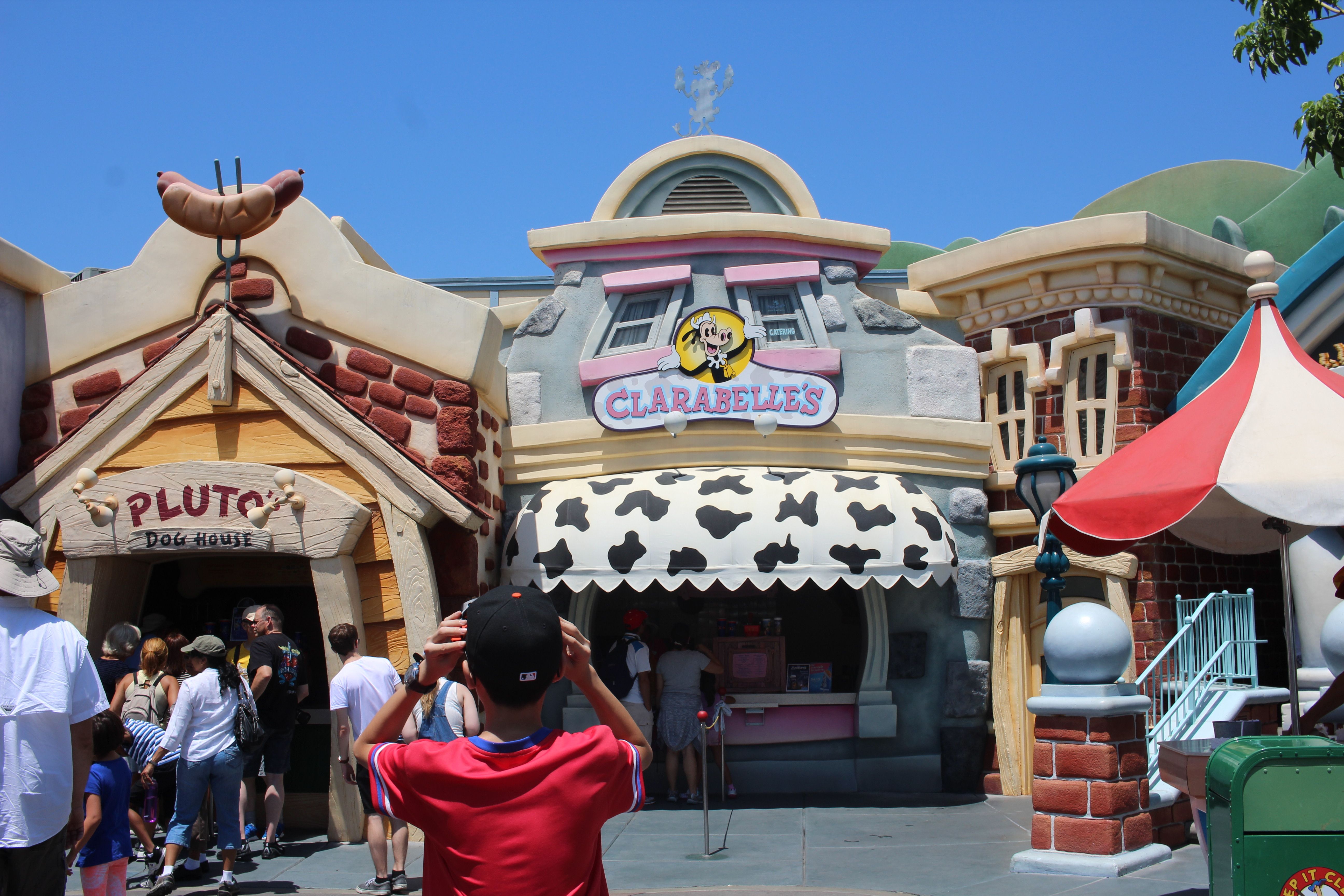

클라라벨 카우(Clarabelle Cow)는 젖소를 의인화한 디즈니 캐릭터로, 미키 마우스의 친구이다.
목에는 카우 벨을 걸치고 있다.
성우는 에이프릴 윈첼/이진화
1928년 월트 디즈니가 제작한 미친 비행기에서 미키 마우스와 함께 등장했다.
항상 원기왕성한 소로, 구피를 좋아하는 듯 하나,실제 남자친구는 호러스 홀스칼라이다.
하우스 오브 마우스에서는 몰래 엿들은 것을 유언비어로 퍼뜨리는 경우가 많아 미키와 친구들을 곤란하게 한다.
미키의 클럽 하우스에서도 엑스트라로 등장하여,미키 일행을 도와주거나 클럽에 놀러오기도 한다.
디즈니 삼총사에서는 피트의 부하로 등장한다.
게임 킹덤하츠 2에서는 타운의 사람들에 섞여 카메오로 등장했다.
영화 누가 로저 래빗을 모함했나에서도 카메오로 등장했다.